# Elena Belle
Elena Belle, tidigare Natacha Peyre, född 26 mars 1985 på Ibiza i Spanien, är en svensk modell och tidigare bloggare.

## Biografi
Belle slog igenom i reality-TV-serien Paradise Hotel Sveriges andra säsong år 2005.
År 2006 gjorde Belle sin musikdebut med singeln "TNT". Samma år startade hon danceduon Natacha & Dominique tillsammans med väninnan Dominique Lonegran.
Hon har bland annat anlitats för reklamuppdrag och därtill fotograferats för tidningarna Slitz, Moore och Playboy. Vid årsskiftet 2008/2009 flyttade hon till Los Angeles och från och med 2016 medverkade hon i Svenska Hollywoodfruar på TV3.
År 2016 ingick hon äktenskap med Michael Theanne, som avled 2020. I äktenskapet föddes en dotter 2017. År 2021 hade hon ett kortare förhållande med den ryske modellen och dansören Gleb Sevtjenko.

## Diskografi
- 2006 – TNT
- 2006 – Wicked
- 2006 – Get a Life

## Filmografi
- 2005 – Aylar – Ett år i rampelyset